# Abdelfettáh Múddáni
Abdelfettáh Múddáni (arabul: عبدالفتاح موداني); Rabat, 1956. július 30. –) marokkói válogatott labdarúgókapus.

## Pályafutása

### Klubcsapatban
1976 és 1989 között a KAC Kénitra csapatában játszott, melynek tagjaként 1981-ben, 1982-ben megnyerte a marokkói bajnokságot. 

### A válogatottban
1986-ban 1 alkalommal szerepelt a marokkói válogatott. 1986. április 23-án egy Észak-Írország elleni barátságos mérkőzésen védte a marokkói kaput Belfastban. Részt vett az 1986-os világbajnokságon, de egyetlen mérkőzésen sem kapott lehetőséget.

## Sikerei, díjai
KAC Kénitra
- Marokkói bajnok (2): 1980–81, 1981–82